# جزيرة يو المسحورة
جزيرة يو المسحورة: حيث تواجه الأمير مارفل مع كي من توي وأناس غرباء آخرين (بالإنجليزية: The Enchanted Island of Yew: Whereon Prince Marvel Encountered the High Ki of Twi and Other Surprising People)‏ هي رواية خيالية للأطفال بقلم ليمان فرانك بوم، وبرسوم فاني كوري، ونشرت من قبل شركة بوبز ميريل في عام 1903.
تضمنت الطبعة الأولى ثمانية لوحات ملونة والعديد من الرسوم التوضيحية بالحبر الملون، وتم إهداء الكتاب إلى كينيث غيج باوم، وهو أصغر أبناء الكاتب الأربعة.